# イリヤ・ペトコヴィッチ
イリヤ・ペトコヴィッチ（セルビア語: Илија Петковић, ラテン文字転写: Ilija Petković、1945年9月22日 - 2020年6月27日）は、セルビア（旧ユーゴスラビア）の元サッカー選手、サッカー指導者。ポジションはミッドフィールダー。

## 経歴
現役時代のほとんどをOFKベオグラードで過ごしたミッドフィールダー。引退後はユーゴスラビア代表でスロボダン・サントラチュの、アビスパ福岡で森孝慈のアシスタントコーチを務めた後ユーゴスラビア代表監督に就任、セルビア・モンテネグロ代表監督としてはドイツワールドカップ出場を果たしたがミルコ・ヴチニッチの代役として息子のドゥシャン・ペトコヴィッチを招集したことが論争を引き起こした末にドゥシャンは辞退、セルビア・モンテネグロもグループリーグ敗退という結果に終わった。

## 代表歴

### 出場大会
- ユーゴスラビア代表
  - 1974 FIFAワールドカップ

### 試合数
- 国際Aマッチ 43試合 6得点（1968年-1974年）[1]

| ユーゴスラビア代表 | 国際Aマッチ | 国際Aマッチ |
| 年                 | 出場        | 得点        |
| ------------------ | ----------- | ----------- |
| 1968               | 6           | 2           |
| 1969               | 3           | 0           |
| 1970               | 7           | 0           |
| 1971               | 7           | 0           |
| 1972               | 9           | 0           |
| 1973               | 4           | 2           |
| 1974               | 7           | 2           |
| 通算               | 43          | 6           |